# 米克爾·瑪達
米克爾·瑪達（1968年5月8日—）是一名法國前職業足球運動員，司職前鋒。瑪達曾入選代表法國國家足球隊。現時瑪達在法國電視頻道Canal+擔任足球評述員。

## 球員生涯
瑪達出生於法國巴黎，是猶太人。
瑪達在索察開始他的職業球員生涯，然後在1990年回到索察之前在拉瓦勒度過了一個賽季。
1992年，瑪達轉會至康城 ，再於1994年轉會至摩納哥。1996年，他前往西班牙並與拉科魯尼亞簽約，其後他因腿部骨折缺陣長達一年。一個賽季後，他與新教練卡洛斯·阿爾貝托·席爾瓦（他於1997年夏天接替約翰·陶錫）發生衝突，拉科魯尼亞隊決定讓他離開。
傷癒後，瑪達離開西班牙前往英格蘭，並於1998年1月被當時的愛華頓的主帥侯活·簡度簽下。在接下來的12個月和兩個部分賽季中，他為球會出戰19場英超聯賽，射入6球，其中包括對水晶宮的處子秀 。
1998年12月，瑪達轉會至巴黎聖日耳門 。然後於2001年轉到格迪爾。瑪達在2002賽季結束後退役。
瑪達三度入選法國國家隊，併入選1996年歐洲國家盃法國隊。

## 退役後生涯
球員生涯結束後，瑪達在法國電視頻道Canal+擔任足球評述員。他還擁有一家女裝店。

## 外部鏈接
- MICKAËL MADAR （页面存档备份，存于）於法國足球總會（法語）